# Erich Mielke
Erich Fritz Emil Mielke (28. prosince 1907 Berlín – 21. května 2000 Berlín) byl od roku 1957 do 9. října 1989 ministrem pro státní bezpečnost (Stasi) Německé demokratické republiky. Mezi lety 1976–1989 byl členem politbyra ústředního výboru Jednotné socialistické strany Německa (SED), čímž byl v posledních dvou desetiletích NDR druhým nejmocnějším mužem země hned po Erichu Honeckerovi. V roce 1993 byl pravomocně odsouzen k šesti letům odnětí svobody za vraždu dvou policistů, které zastřelil v roce 1931 jako mladý komunistický novinář. Po dvou letech byl propuštěn.

## Mládí
V ručně psaných pamětech určených pro sovětskou tajnou policii, Mielke popsal svůj původ následovně:
Já, Erich Mielke, jsem se narodil 28. prosince 1907 v Berlíně (Prusku). Můj otec byl chudý, nevzdělaný tesař a má matka zemřela v roce 1911. Oba byli členové SPD (Sociálnědemokratická strana Německa) a po založení v roce 1918 vstoupili do KPD (Komunistická strana Německa). Má nevlastní matka byla krejčová a také byla členkou KPD. Můj mladší bratr Kurt a dvě sestry byli také sympatizanti komunistů.
Mielke se stal členem Komunistické strany Německa v roce 1925 a pracoval jako reportér komunistických novin Rote Fahne v letech 1928–1931. Poté vstoupil do bojůvek Parteiselbstschutz („Stranická sebeobranná jednotka“), které sloužily jako ochranka během stranických schůzí a zároveň i úderná síla pro pouliční bitky s politickými nepřáteli komunistů (především nacionálními socialisty).

## Zavraždění Paula Anlaufa a Franze Lencka
2. srpna 1931 poslanci Reichstagu za KPD Heinz Neumann a Hans Kippenberger dostali vynadáno od vedoucího strany v berlínsko-braniborské oblasti Waltera Ulbrichta. Pobouřen aktivitou policie se Ulbricht rozčiloval: "Doma v Sasku bychom s policií dávno zatočili. Tady v Berlíně to dlouho trvat nebude. Brzy udeříme přímo na velení."
Nabuzeni Ulbirchtovými slovy si Kippenberger s Neumannem vybrali jako svůj cíl kapitána Paula Anlaufa, dvaačtyřicetiletého náčelníka sedmého okrsku. Byl vdovcem se třemi dcerami a členové KPD mu přezdívali "Schweinebacke", prasečí tvář.
Dle Johna Koehlera:
Ze všech policejních velitelů nenáviděli komunisté Anlaufa nejvíce. V jeho okrsku se nacházel ústřední sekretariát KPD, čímž se stal jedním z nejnebezpečnějších míst ve městě. Kapitán Anlauf téměř vždy velel jednotkám policistů, které rozháněly nepovolené demonstrace komunistů.
V neděli 9. srpna ráno Kippenberger a Neumann naposledy instruovali budoucí atentátníky v pivnici Lassant. Mielke a Erich Ziemer byli vybráni jako střelci. Během instruktáže dal Max Matern pistoli Luger muži na hlídce se slovy: "Teď začíná jít do tuhého... Dáme Sweinebackovi dáreček na který jen tak nezapomene."
Kippenberger se pak Mielkeho a Ziemera zeptal: "Jste si jistí, že jste připraveni Schweinebackeho zastřelit?" Mielke odpověděl, že viděl mnohokrát kapitána Anlaufa během policejních razií na stranickém sekretariátě. Kippenberger jim pak řekl, ať čekají v nedaleké pivnici, ze které budou mít výhled na celý Bülow-Platz. Dále jim připomněl, že kapitána Anlaufa všude doprovázel vrchní seržant Max Willig, kterého komunisté přezdívali "Husar".
Kippenberger řekl: "Až spatříte Schweinebacka a Husara, postaráte se o ně." Po atentátu měla odvrátit pozornost policie jiná diverzní akce tak, aby Mielke a Ziemer mohli uniknout. Ti se měli vrátit domů a čekat na další pokyny.
Toho večera byl kapitán Anlauf vylákán na Bülow-Platz násilnou demonstrací, kde její účastníci požadovali rozpuštění pruského parlamentu. Podle Johna Koehlera:
Jako v mnoha jiných střetech s dominantní SPD, spojovali KPD a nacisté své síly v předvolební kampani. Během této kampaně došlo dokonce k tomu, že šéf nacistické propagandy Joseph Goebbels promluvil u stejného řečnického pultu jako agitátor KPD Walter Ulbricht. Obě strany chtěly rozpustit parlament, protože doufaly, že v nových volbách by se SPD do parlamentu nedostala. To vysvětluje velmi zjitřenou atmosféru oné neděle.
V osm hodin večer Mielke s Ziemerem spatřili kapitána Anlaufa, seržanta Williga a kapitána Franze Lencka jít kolem kina Babylon na rohu Bülow-Platz a ulicí Císaře Viléma. Před dveřmi kina zaslechli, jak na ně někdo volá:"Schweinebacke!"
Když se Anlauf otočil za volajícím, Mielke a Ziemer začali střílet. Seržant Willig byl zraněn do levé paže a žaludku, avšak podařilo se mu vytáhnout svou pistoli a vystřílet celý zásobník na útočníky. Kapitán Franz Lenck byl střelen do krku a byl na místě mrtev. Willig se doplazil k Anlaufovi, který byl dvěma kulkami zasažen do krku. Než zemřel, zašeptal: "Wiedersehen... Gruss..." Mielke s Ziemerem mezitím z místa činu uprchli.
Po atentátu se slavilo v Lichtenberger Hof, oblíbeném podniku členů Rotfrontkämpferbundu, kde se Mielke vychloubal: "Dneska slavíme věc, u které jsem já zatáhl za provázek." (německy: Heute wird ein Ding gefeiert, das ich gedreht habe!)

## Uprchlík
Dle Johna Koehlera:

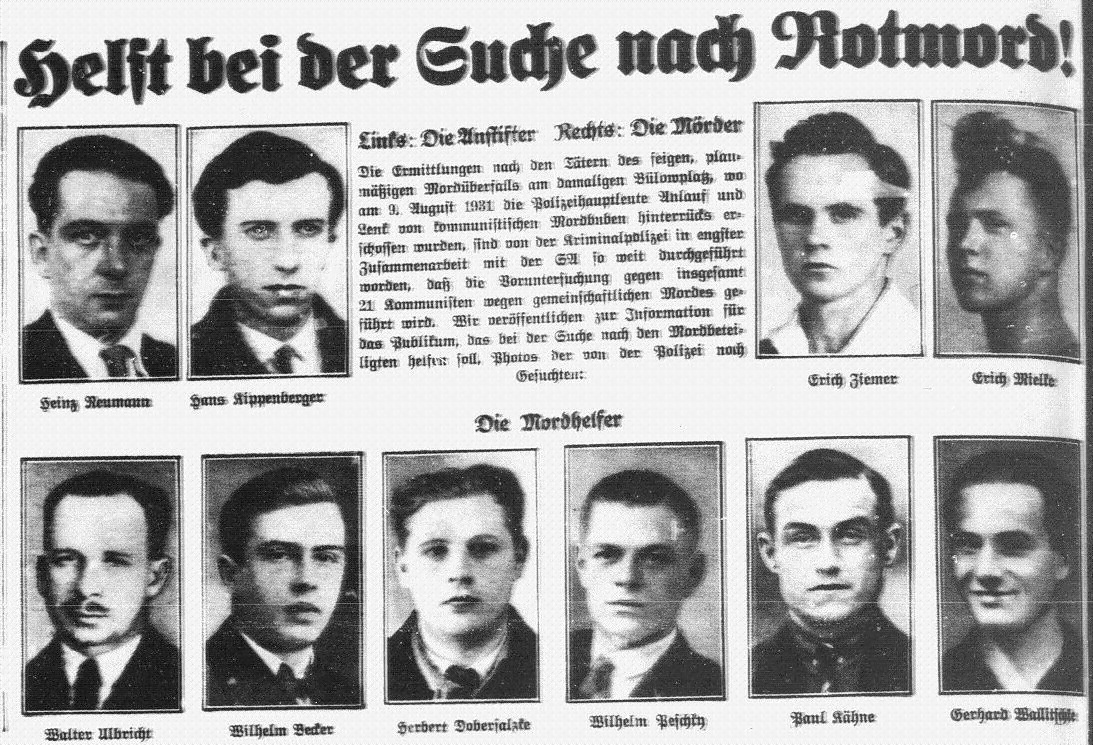
Vyhlášení pátrání po pachatelích vraždy policistů

Kippenberger se vyděsil, když se mu doneslo, že seržant Willig útok přežil. Protože nevěděl, jestli seržant bude moci vypovídat a identifikovat útočníky, Kippenberger neponechal nic náhodě. Okamžitě pro Mielkeho a Ziemera poslal, ať se dostaví do jeho bytu na Bellermannstrasse 74, vzdáleného pouze pár minut chůze od jejich bydliště. Když oba vrazi dorazili, Kippenberger jim sdělil novinu a přikázal okamžitě opustit Berlín. Jeho žena Thea, nezaměstnaná učitelka a stejně oddaná členka KPD jako její manžel, doprovodila mladé vrahy na belgické hranice. V antverpském přístavu jim agenti komunistické kominterny dodali peníze a falešné pasy. Na palubě obchodní lodě se dostali do Leningradu. Po přistání je další zástupce kominterny doprovodil do Moskvy.
Mielke později lživě tvrdil, že byl německým soudem odsouzen za vraždu v nepřítomnosti. Tři další němečtí komunisté byli spolu s Maxem Maternem za vraždy zatčeni, odsouzeni a popraveni.
V důsledku atentátu Anlaufova nejstarší dcera byla nucena zrušit plánovanou svatbu, aby její sestry nemusely do sirotčince. Max Matern byl později KPD a východoněmeckou propagandou glorifikován jako mučedník. Ziemer byl dle oficiálních záznamů zabit v bojích o druhou španělskou republiku. Mielke však nestanul před soudem až do roku 1993.

## Práce pro Sovětský svaz
V roce 1932 Mielke navštěvoval Vojenskou policejní školu kominterny, později Leninovu školu a později byl zverbován do NKVD. Ačkoliv moskevská komunita německých komunistů byla zdecimována za Stalinovy velké čistky, Mielke přežil a byl povýšen. V autobiografii vlastnoručně sepsané po druhé světové válce Mielke vzpomínal:
Během mého pobytu v SSSR jsem se účastnil všech stranických diskusí KPD a také problémů, které souvisely se zavedením socialismu a v procesech proti zrádcům a nepřátelům SSSR.
Mezi německými komunisty popravenými během velké čistky byli i Mielkeho bývalí nadřízení Heinz Neumann a Hans Kippenberger.

## Španělská občanská válka
V letech 1936–1939 Mielke sloužil ve Španělsku jako operativec Servicio Investigacion Militar, politické policie druhé španělské republiky. V týmu budoucího ministra Stasi Wilhelma Zaissera používal Mielke jméno Fritz Leissner.
V té době byla S.I.M. silně infiltrována agenty sovětské NKVD, jejichž španělský rezident byl generál Alexandr Michajlovič Orlov.
Podle Donalda Rayfielda:
Stalin, Ježov a Berija nevěřili sovětským účastníkům ve Španělské válce. Vojenští poradci jako Vladimir Antonov-Ovsejenko, novináři jako Kolcov byli přístupní herezím zejména od Trockého, převazujícím mezi příznivci republiky. Do Španělska vyslaní agenti NKVD pak místo bojů proti Frankovi raději unášeli a vraždili anti-stalinisty mezi republikánskými vůdci a mezi veliteli Interbrigády. Porážka republiky byla v Stalinových očích způsobena nikoliv diverzním úsilím NKVD, ale zradou heretiků.
Walter Janka, německý komunista a velitel jednotky Interbrigády, byl Mielkem opakovaně vyslýchán a křivě obviňován ze špionáže pro falangisty. Později v rozhovoru Janka vzpomínal:
Zatímco já jsem bojoval na frontě a střílel fašisty, Mielke v týlu střílel trockisty a anarchisty.
Po porážce Španělské republiky Mielke uprchl do Francie a byl internován s tisíci dalšími komunisty. Avšak brzy se mu podařilo uprchnout do Sovětského svazu.

## Druhá světová válka
Mielkeho osudy během druhé světové války nejsou známé. V životopise, který napsal po válce tvrdí, že se mu podařilo infiltrovat organizaci Todt pod jménem Richard Hebel. Historik John O. Koehler to však považuje za nepravděpodobné.
Zároveň připouští:
Mielkeho činy musely být velmi významné. Na konci války byl vyznamenán Řádem rudého praporu, Řádem vlastenecké války první třídy a dvakrát Leninovým řádem. Je pravděpodobné, že sloužil jako agent NKVD, alespoň po nějaký čas s partyzánskými jednotkami za německými liniemi, protože znal všechny partyzánské písně zpaměti a zpíval je bezchybnou ruštinou.

## Budování Východního Německa
V roce 1945 se Mielke vrátil do Německa s pověřením sovětských úřadů jako policejní inspektor s mandátem vybudovat bezpečnostní síly, které by zajistily dominantní postavení komunistické strany v sovětské okupační zóně Německa. Mielke byl chráněnec generála NKGB Ivana Serova, jehož velitelství sídlilo v berlínském předměstí Karlshorst. 16. srpna 1947 Serov rozkazem zřídil Komisariát 5, první německou politickou policii od porážky nacistického Německa. Vedením organizace byl pověřen Wilhelm Zaisser, Mielke byl jmenován jeho zástupcem.
Podle Johna Koehlera:
K-5 byla prakticky ruka sovětské tajné policie. Její agenti byli pečlivě vybraní veteráni německých komunistů, kteří přežili nacistickou vládu v sovětském exilu nebo v koncentračních táborech a vězeních. Jejich úkolem bylo vysledovat nacisty a antikomunisty včetně stovek členů Strany sociální demokracie. Mielke a jeho pohůnci vykonávali tento úkol s nemilosrdnou precizností. Zatčených bylo tolik, že se nevešli do vězení. Proto Serov nařídil zřízení nebo znovuotevření jedenácti koncentračních táborů, včetně dřívějších nacistických táborů smrti v Buchenwaldu a v Sachsenhausenu.

## Vyšetřování
V lednu 1947 dva policisté z období Výmarské republiky poznali Mielkeho na oficiální recepci. Informovali velitele kriminální policie v Západním Berlíně a požadovali zatčení a obvinění Mielkeho z vraždy kapitánů Anlaufa a Lencka. Prokurátor Wilhelm Kühnast z Kammergerichtu byl okamžitě informován a nařídil prohledat archív. K jeho překvapení záznamy o vraždách z roku 1931 přežily válečné bombardování. Poté, co shledal dostatek důkazů o Mielkeho účasti na zločinu, nařídil Kühnast zatčení komunistického policisty.
Podle Johna Koehlera:
Správa města včetně policie byla v té době pod kontrolou Allied Control Commission, která se skládala z amerických, britských, francouzských a sovětských vojenských důstojníků. Všechny činnosti městských představitelů, včetně soudních, byly komisi hlášeny. Sovětský zástupce upozornil Ministerstvo státní bezpečnosti, načež následovala rychlá akce. Maršál Vasilij Sokolovskij, který nahradil Žukova, protestoval a jeho zástupci v komisi spustili štvavou kampaň s cílem diskreditovat Kühnasta.
Sovětští zástupci dlouholetého antifašistu Kühnasta falešně obvinili z toho, že byl úředníkem Lidového soudu Rolanda Freislera. V důsledku toho západní spojenci souhlasili s odvoláním Kühnasta z jeho pozice a udělili mu domácí vězení. Během izolace západního Berlína se Kühnastovi podařilo uprchnout z jeho domu v sovětské zóně a byl mu poskytnut azyl na západě.
Mezitím sovětští představitelé zkonfiskovali všechny dokumenty vztahující se k vraždám kapitánů Anlaufa a Lencka. Byly poté předány Mielkemu, který si je uložil do svého osobního sejfu.

## "Následky" vyšetřování
Mielke byl členem ústředního výboru Sjednocené socialistické strany Německa (SED) od roku 1950 až do vynuceného odchodu do důchodu v listopadu 1989. Od července 1946 to října 1949 sloužil jako viceprezident Řízení vnitra. Od října 1949 do února 1950 byl vedoucím Hlavní správy pro ochranu národního hospodářství, předchůdce Ministerstva státní bezpečnosti (MfS nebo Stasi). Mezi 1950–1953 byl státním tajemníkem na MfS, v letech 1953–1955 pak nejvyšším státním tajemníkem. Mezi lety 1955-1957 byl náměstkem ministra státní bezpečnosti.
Erich Mielke byl příznivec sportu, nekuřák a velmi málo pil. Byl to nadšený lovec a vlastnil velké pozemky, na kterých pořádal hony s dalšími východoněmeckými a sovětskými představiteli.

## Mielke jako fotbalový fanoušek
Mielke sloužil jako předseda Sportvereinigung Dynamo, sportovní klub státních bezpečnostních služeb. Byl činný také jako mocný patron fotbalového klubu Berliner FC Dynamo, v jehož prospěch ovlivňoval zápasy, aby upevnil jeho dominantní postavení v nejvyšší fotbalové soutěži DDR-Oberliga. Klub vyhrál desetkrát za sebou v letech 1979–1988 titul, údajně s pomocí nečestných rozhodčích, neférových hráčských přestupů z jiných klubů a dalších nesportovních prostředků. Mnoho Berlíňanů Dynamo nemělo rádo a podvody byly tak bezostyšné, že vzbudily nevoli nejvyššího státního orgánu – politbyra.

## Nejvyšší velitel Stasi

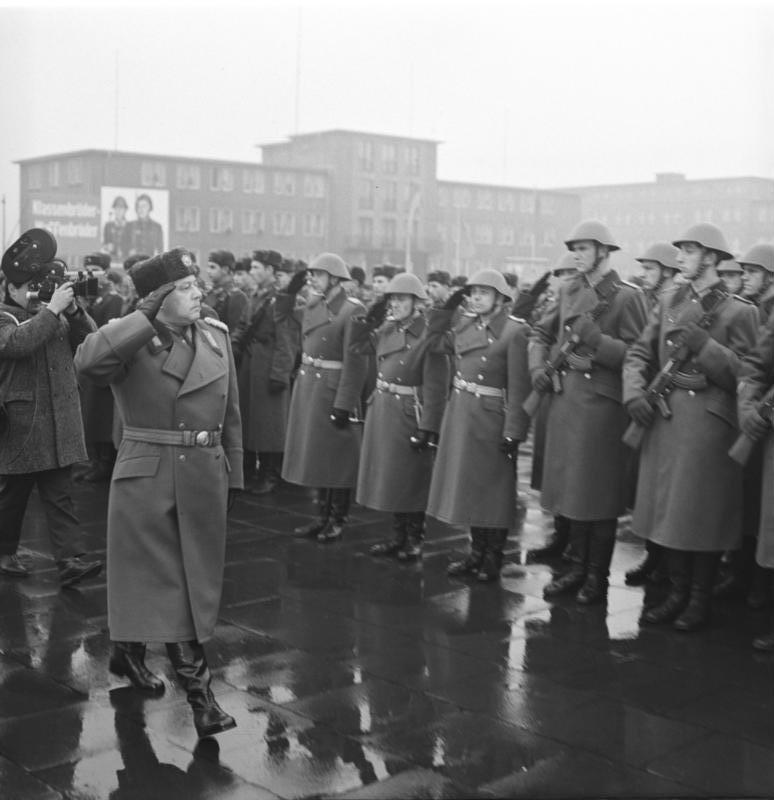
Mielke při přehlídce v roce 1967

Mielke vedl Stasi od roku 1957 až do pádu Berlínské zdi v roce 1989. Jeho síť 85 000 zaměstnanců a 170 000 "dobrovolných" informátorů shromažďovala informace o milionech lidí. Se Stasi kolaborovalo tolik lidí, že v každém veřejném úřadu byl alespoň jeden její informátor. Na jeho příkaz a s jeho plným vědomím prováděli příslušníci Stasi náhodná zatčení, únosy, brutální zastrašování politických disidentů a nehumánní věznění desetitisíců občanů. Na jeho osobní zodpovědnost MfS spustilo protiútok agentů Stasi proti disidentovi Rudolfovi Bahrovi a jeho knize Die Alternative: Zur Kritik des 'real existierenden Sozialismus'  a všech, kdo podporovali, publikovali či diskutovali o jeho práci. Mielke byl jeden z nejmocnějších – a nejnenáviděnějších – mužů Východního Německa, jehož se obávali i členové jeho vlastního ministerstva.
Podle Johna Koehlera:
Mielke byl nejdéle sloužícím vedoucím tajné policie ve Východním bloku. Měl nejužší vztahy s jedenácti šéfy sovětské tajné policie a všechny je přežil. Během jejich vlády jim podlézal, v momentě kdy byli vyhozeni však bez skrupulí měnil kabát. Jeho loajalita se nevázala na osobu, ale na společný podnik KGB/Stasi za účelem udržení a rozšíření vlivu komunismu.

## Mírumilovná revoluce
Podle Johna Koehlera:
S rostoucím znepokojením nad sílící opozicí vydal Mielke na počátku roku 1989 rozkaz vytvořit speciální elitní jednotku na potlačování nepokojů z pečlivě vybraných příslušníků kontrarozvědky a protiteroristického direktorátu. Byli vybaveni speciálními obušky, podobnými jatečním nástrojům na pohánění dobytka, ale mnohem silnějšími. V tajném projevu k nejvyšším důstojníkům Stasi 29. června Mielke varoval, že "nepřátelské opoziční síly a skupiny již dosáhly značné míry vlivu a použijí všechny metody, aby rovnováhu moci změnily." Bývalý plukovník Stasi Rainer Wiegand mi řekl, že byl šokován, když Mielke srovnával tehdejší situaci s dva měsíce starými událostmi v Číně. Čínští studenti v Pekingu začali veliké protesty v dubnu a květnu na Náměstí nebeského klidu, kde bezpečnostní jednotky otevřenou palbou zabily stovky protestujících. „Mielke řekl, že naše situace je srovnatelná a že musíme být připraveni čelit jí všemi prostředky a metodami“, vzpomínal Wiegand. „Mielke řekl, že čínské vedení dokázalo potlačit protesty v zárodku, než se dostaly mimo kontrolu.
Navzdory Mielkeho snaze protesty zarazit, východoněmečtí protestující byli odvážnější s každým zatčením.
Dle Koehlera,
Navzdory nepokojům režim slavil své čtyřicáté výročí velkou, pompézní ceremonií v Berlíně 7. října, zatímco desetitisíce posmívajících se občanů stály venku před nazdobenou budovou Státní rady. Kordony lidové policie byly naprosto nečinné. Když dorazil ministr Stasi Erich Mielke a byl přivítán generálem Güntherem Kratschem, šéfem kontrarozvědky, Mielke řval na policisty "Srovnejte ta prasata do latě!" Jeho výkřiky však policie ignorovala.
Avšak o několik dní později se Mielke stal členem spiknutí, které svrhlo Honeckera jako předsedu SED. Vzhledem k podezření, že Honeckerovi osobní strážci se mohou pokusit zatknout členy politbyra, kteří se sešli, aby zvolili na Honeckerovo místo Egona Krenze, Mielke zařídil, aby spolehliví členové Stasi byli poblíž volební místnosti.
7. listopadu 1989 Mielke odstoupil spolu se všemi členy vlády NDR v reakci na měnící se politickou a společenskou situaci. O šest dnů později, 13. listopadu 1989, se Mielke stal aktérem jednoho z nejvíce vysílaných incidentů v německé historii. Když Mielke oslovil členy parlamentu (Volkskammer) jako "soudruhy", rozzlobení nekomunisté požadovali, ať je tak nenazývá. Otřesený Mielke se nejprve pokoušel formulaci ospravedlnit: "To je otázka formality" ale pak se omluvil slovy: "Ale já miluju - miluju všechny - miluju všechny lidi..." (německy: "Ich liebe doch alle Menschen!"), což publikum kvitovalo s úšklebky a smíchem.
18. listopadu 1989 po předchozím rozhodnutí parlamentu přejmenovat MfS na Amt für Nationale Sicherheit (AfNS – Úřad pro národní bezpečnost), Mielkeho postavení v čele úřadu skončilo a generálporučík Wolfgang Schwanitz byl parlamentem zvolen novým ředitelem AfNS.
3. prosince 1989 byl Mielke vyloučen z členství v SED. 7. prosince 1989 byl zatčen a umístěn do "vyšetřující vazby" (Untersuchungshaft), protože byl obviněn z "poškozování národního hospodářství" (Schädigung der Volkswirtschaft).

## Proces a odsouzení
Po znovusjednocení Německa v říjnu 1990 byl Mielke zatčen a obviněn z vražd policejních kapitánů Anlaufa a Lencka z roku 1931. Mnoho důkazů použitých u soudu bylo vzato ze složek původního vyšetřování, které byly nalezeny v jeho osobním sejfu po rozpuštění Stasi.
Podle Johna Koehlera:
Obhájci Mielkeho později tvrdili, že přiznání byla gestapem vynucena mučením. Avšak všichni podezřelí byli ve vazbě berlínské kriminální policie, jejíž detektivové byli převážně členové SPD. Někteří podezřelí byli členy nacistických SA pravděpodobně zbiti před předáním policii. Soud v procesu s Mielkem v r. 1933 uznal obhajobě princip in dubio pro reo a mnoho pochybných svědectví neuznal.
Navzdory veškeré snaze byl Mielke usvědčen z obou vražd a v říjnu 1993 byl odsouzen k šesti letům vězení. Trest mu byl ukončen po dvou letech a roku 1998 byla veškerá soudní řízení proti jeho osobě zastavena z důvodu jeho špatného zdravotního stavu.

## Smrt
Mielke zemřel 21. května 2000 ve věku 92 let v pečovatelském domě v Berlíně. Jeho pohřeb navštívilo údajně okolo jednoho sta lidí. Jeho ostatky jsou pohřbeny na Zentralfriedhof Friedrichsfelde v Berlíně. Mielkeho neoznačený hrob je mimo památnou část, založenou u vchodu v roce 1951 východoněmeckými vůdci pro komunistické hrdiny.

## Východoněmecké vtipy o Mielkem
Honecker a Mielke se baví o svých koníčcích. Honecker: "Sbírám všechny vtipy, které se o mě povídají."
Mielke: "Tak to máme skoro ten samý koníček. Já sbírám ty, co je povídají."